# Kościół zamkowy w Brodnicy
Kościół zamkowy w Brodnicy – powstał w XIV wieku jako kaplica zamkowa pod wezwaniem Najświętszej Marii Panny. Została zburzona w 1785 roku razem z zamkiem.